# Notiothereva brunnipes
Notiothereva brunnipes är en tvåvingeart som först beskrevs av Krober 1911.  Notiothereva brunnipes ingår i släktet Notiothereva och familjen stilettflugor. Inga underarter finns listade i Catalogue of Life.